# Portezuelo del Clarín
Portezuelo del Clarín är en ort i Mexiko.   Den ligger i kommunen Iliatenco och delstaten Guerrero, i den sydöstra delen av landet, 270 km söder om huvudstaden Mexico City. Portezuelo del Clarín ligger 1 515 meter över havet och antalet invånare är 277.
Terrängen runt Portezuelo del Clarín är bergig åt nordväst, men åt sydost är den kuperad. Terrängen runt Portezuelo del Clarín sluttar söderut. Runt Portezuelo del Clarín är det ganska glesbefolkat, med 43 invånare per kvadratkilometer. Närmaste större samhälle är Iliatenco, 2,6 km sydväst om Portezuelo del Clarín. I omgivningarna runt Portezuelo del Clarín växer i huvudsak städsegrön lövskog.